# Modern amfiteátrumok listája
A modern korban épített amfiteátrumok listája.

## Észak- és Dél-Amerika

### Amerikai Egyesült Államok
| Név                                                  | Város, állam                                  | Befogadóképesség |
| Alpine Valley Music Theatre                          | East Troy, Wisconsin                          | 40 000           |
| Blossom Music Center                                 | Cuyahoga Falls, Ohio                          | 19 200           |
| Capital Federal Park at Sandstone                    | Bonner Springs, Kansas                        | 18 000           |
| Chene Park                                           | Detroit, Michigan                             | 6000             |
| Classic Amphitheatre at Strawberry Hill              | Richmond, Virginia                            | 10 000           |
| Comcast Center for the Performing Arts               | Mansfield, Massachusetts                      | 19 900           |
| Cricket Wireless Amphitheatre                        | Chula Vista, California                       | 19 492           |
| Cricket Wireless Pavilion                            | Phoenix, Arizona                              | 20 000           |
| Cruzan Amphitheatre                                  | West Palm Beach, Florida                      | 19 000           |
| Cuthbert Amphitheater                                | Eugene, Oregon                                | 4500             |
| Cynthia Woods Mitchell Pavilion                      | The Woodlands, Texas                          | 17 000           |
| Darien Lake Performing Arts Center                   | Darien, New York                              | ?                |
| DTE Energy Music Theatre                             | Clarkston, Michigan                           | 15 274           |
| Fiddler's Green Amphitheatre                         | Greenwood Village, Colorado                   | 17 916           |
| First Midwest Bank Amphitheatre                      | Tinley Park, Illinois                         | 28 000           |
| Ford Amphitheatre                                    | Tampa, Florida                                | 20 000           |
| Fraze Pavilion                                       | Kettering, Ohio                               | 4300             |
| Germain Amphitheater                                 | Colombus, Ohio                                | 20 000           |
| Gibson Amphitheatre                                  | Universal City, Kalifornia                    | 6189             |
| Glen Helen Pavilion                                  | Devore, Kalifornia                            | 65 000           |
| Greek Theatre                                        | Los Angeles, Kalifornia                       | 5700             |
| Hollywood Bowl                                       | Los Angeles, Kalifornia                       | 17 376           |
| Hollywood Hills Amphitheater                         | Walt Disney World Resort, Florida             | 10 000           |
| Jay Pritzker Pavilion                                | Chicago, Illinois                             | 11 000           |
| Koka Booth Amphitheatre at Regency Park              | Cary, Észak-Carolina                          | ?                |
| L. B. Day Amphitheatre                               | Salem, Oregon                                 | ?                |
| Marcus Amphitheater                                  | Milwaukee, Wisconsin                          | 25 000           |
| Mesa Amphitheatre                                    | Mesa, Arizona                                 | ?                |
| Merriweather Post Pavilion                           | Columbia, Maryland                            | 16 500           |
| Mesker Amphitheatre                                  | Evansville, Indiana                           | 8500             |
| Mud Island                                           | Memphis, Tennessee                            | 5000             |
| New England Dodge Music Center                       | Hartford, Connecticut                         | 30 000           |
| Nikon at Jones Beach Theater                         | Wantagh, New York                             | 15 000           |
| Nissan Pavilion at Stone Ridge                       | Bristow, Virginia                             | 25 000           |
| Overton Park Shell                                   | Memphis, Tennessee                            | ?                |
| Pacific Amphitheatre                                 | Costa Mesa, Kalifornia                        | 8500             |
| Pioneer Amphitheatre                                 | Hayward, Kalifornia                           | ?                |
| PNC Bank Arts Center                                 | Holmdel Township, New Jersey                  | 17 500           |
| Post-Gazette Pavilion                                | Burgettstown, Pennsylvania                    | 23 000           |
| Red Rocks Amphitheatre                               | Red Rocks Park (Morrison közelében), Colorado | 9450             |
| Riverbend Music Center                               | Cincinnati, Ohio                              | 20 500           |
| Saratoga Performing Arts Center                      | Saratoga Springs, New York                    | 25 100           |
| Shoreline Amphitheatre                               | Mountain View, Kalifornia                     | 22 000           |
| Slayter Center of Performing Arts                    | West Lafayette, Indiana                       | 20 000           |
| Sleep Train Pavilion                                 | Concord, Kalifornia                           | 12 500           |
| Starlight Bowl                                       | Burbank, Kalifornia                           | 5000             |
| Starlight Bowl                                       | San Diego, Kalifornia                         | 4300             |
| Starlight Theatre                                    | Kansas City, Missouri                         | 8105             |
| Starwood Amphitheatre                                | Nashville, Tennessee                          | 17 137           |
| Superpages.com Center                                | Dallas, Texas                                 | 20 111           |
| Susquehanna Bank Center                              | Camden, New Jersey                            | 25 000           |
| The Gorge Amphitheatre                               | George, Washington                            | 20 000           |
| The Municipal Opera Association of St. Louis         | St. Louis, Missouri                           | 11 000           |
| The Pavilion (Ravinia Park)                          | Highland Park, Illinois                       | 3200             |
| The Plain Dealer Pavilion at Nautica                 | Cleveland, Ohio                               | ?                |
| The Time Warner Cable Music Pavilion at Walnut Creek | Rayleigh, Észak-Carolina                      | 20 000           |
| Time-Warner Cable Amphitheater at Tower City         | Cleveland, Ohio                               | 5000             |
| Tuacahn Amphitheatre                                 | Ivins, Utah                                   | 1920             |
| USANA Amphitheatre                                   | West Valley City, Utah                        | 20 000           |
| Verizon Wireless Amphitheatre Charlotte              | Charlotte, Észak-Carolina                     | ?                |
| Verizon Wireless Amphitheater Los Angeles            | Irvine, Kalifornia                            | 16 085           |
| Verizon Wireless Amphitheatre                        | Selma, Texas                                  | ?                |
| Verizon Wireless Amphitheater St. Louis              | Maryland Heights, Missouri                    | ?                |
| Verizon Wireless Music Center                        | Noblesville, Indiana                          | 24 000           |
| Verizon Wireless Music Center - Birmingham           | Pelham, Alabama                               | ?                |
| Verizon Wireless Virginia Beach Amphitheater         | Virginia Beach, Virginia                      | 20 000           |
| Waikiki Shell                                        | Honolulu, Hawaii                              | 8400             |
| White River Amphitheatre                             | Auburn, Washington                            | 20 000           |
| William Randolph Hearst Greek Theatre                | Berkeley, Kalifornia                          | 8500             |